# Marketing de persuasion
 (novembre 2024).
Si vous disposez d'ouvrages ou d'articles de référence ou si vous connaissez des sites web de qualité traitant du thème abordé ici, merci de compléter l'article en donnant les références utiles à sa vérifiabilité et en les liant à la section « Notes et références ».
Le marketing de persuasion est la manière d'intéresser un interlocuteur et de le mettre en confiance pour lui montrer que le produit qu'il désire est un produit valable et somptueux. La persuasion peut se faire grâce à une approche sensorielle de l'individu, c'est-à-dire le forcer à acheter en provoquant en lui des émotions plus ou moins convaincantes comme l'appétit, la peur d'acheter. En d'autres termes, le client est prêt à conclure la vente dès le début mais hésite à passer à l'acte de l'achat. Le marketing de persuasion permet au vendeur de fournir une confiance entre les deux individus et celui-ci se laisse guider et se prend dans un désir d'achat et la vente est conclue.
Cette méthode de stimulation de l'individu est manifestement le point fort dans un achat entre deux individus lors d'une vente, le client demandant souvent de baisser le prix du produit mais le vendeur ayant un seuil de rentabilité fixé. Souvent, il est conseillé de mettre un prix à l'œil mais raisonnable pour pouvoir réaliser une ristourne calculée afin de séduire le client. Celui-ci est d'accord pour faire la vente et la technique de vente est mise en route par le prix du produit. Après cela, le vendeur diminue de 25 % le prix du produit pour attirer le client par la suite, c'est le client qui accepte et lui demande de baisser le prix du produit et là, l'émotion est déclenchée par le vendeur qui lui dit que le prix est trop élevé et que cela ne vaut pas le coût de fabrication le client se sent prêt et achète finalement le produit.